# Okoř
Okoř – gmina w Czechach, w powiecie Praga-Zachód, w kraju środkowoczeskim. Według danych z dnia 1 stycznia 2013 liczyła 105 mieszkańców.
W gminie znajduje się zamek Okoř.